# Albrecht von und zu Aufseß
Albrecht von und zu Aufseß (* 6. Juli 1925 in Oberaufseß; † 9. April 2013 in Mengersdorf (Mistelgau)) war ein deutscher Forstwirt, Buchautor und langjähriger Vorstandsvorsitzender des Evangeliums-Rundfunk (ERF) International.

## Leben und Wirken
Albrecht Freiherr von und zu Aufseß entstammte dem alten fränkischen Adelsgeschlecht der Familie von Aufseß, das seinen Stammsitz auf Schloss Unteraufseß in der oberfränkischen Gemeinde Aufseß hat. Den Ausbruch des Zweiten Weltkrieges verfolgte er im Internat in Starnberg. 1944 erlebte er als Soldat die Invasion in Frankreich sowie den ganzen Rückzug und kam im April 1945 als Bauer verkleidet unversehrt wieder nach Hause. Nachdem sein Vater 1947 gestorben war, zog er zusammen mit seiner Mutter nach Mengersdorf, um das dortige Forstrevier zu übernehmen. Als Forstwirt war er bis zuletzt noch in seinem Betrieb tätig.
Als wichtigstes Ereignis seines Lebens hielt er seine Glaubensentscheidung für Jesus Christus im Jahr 1962, die er aufgrund seiner Kontakte zum missionarisch geprägten „Marburger Kreis“ getroffen habe. Seitdem hielt er es für die größte Aufgabe, der Welt das Evangelium von Jesus Christus zu predigen. Er veröffentlichte vier Bücher, vor allem Sammlungen seiner Radiobeiträge. In dem Werk „Man sieht den Wald vor lauter Bäumen nicht“ rief er die Christen zu einem verantwortungsvollen Umgang mit der Schöpfung auf.
Ab 1972 gehörte er dem Vorstand des Trägervereins „ERF International“ an, der die Radiomissionsarbeit in Deutschland, Österreich und der Schweiz verantwortete und war von 1983 bis 1995 dessen Vorstandsvorsitzender. Er war 30 Jahre lang im Kirchenvorstand der evangelischen Kirchengemeinde Mengersdorf aktiv und gehörte zwischen 1972 und 1978 der Landessynode der Evangelisch-Lutherischen Kirche in Bayern an. Über 25 Jahre arbeitete er ehrenamtlich für die Internationale Vereinigung Christlicher Geschäftsleute (IVCG), deren Vizepräsident er von 1988 bis 1998 war, sowie für die „Christen in der Forstwirtschaft“ (Schlüchtern bei Fulda).
Auch kommunalpolitisch war der Gutsbesitzer aktiv. So arbeitete er bis 1972 im Gemeinderat Mengersdorf/Truppach mit, zuletzt als stellvertretender Bürgermeister. Er engagierte sich im Lions Club Bayreuth-Kulmbach und war in der Wahlperiode 1969/70 dessen Präsident.

## Privates
Von Aufseß war mit seiner Ehefrau Annemarie Freifrau von und zu Aufseß, geb. Müller, verheiratet. Das Paar lebte in Mengersdorf und hatte zwei leibliche Kinder sowie zwei Adoptivkinder. Im Wald seines Forstbetriebes wurde eine Gedenkstätte eingerichtet. Sein Bruder war Hans Max von Aufseß.

## Veröffentlichungen
- Man sieht den Wald vor lauter Bäumen nicht, Hänssler, Neuhausen-Stuttgart 1984, ISBN 978-3-7751-0886-7.
- Zeit zum Leben, Hänssler, Neuhausen-Stuttgart 1984, ISBN 978-3-7751-0948-2.
- Wie ehrlich kann der Christ im Beruf sein? Eine Orientierungshilfe für Christen (Idea-Dokumentation 1988/16), Idea, Wetzlar 1988.
- Quell in der Wüste: Rationen für geistliche Durststrecken, Hänssler, Neuhausen-Stuttgart 1988, ISBN 978-3-7751-1313-7.
- Gehorsam – ein modernes Reizwort oder eine geistliche Notwendigkeit? (Idea-Dokumentation 1989/10), Idea, Wetzlar 1989.
- Was heißt eigentlich heute Liebe? Die Pervertierung eines Begriffs und seine biblische Bedeutung (Idea-Dokumentation 1990/12), Idea, Wetzlar 1990.
- Ideologie – Religion – christlicher Glaube: Unterschiede und Gemeinsamkeiten (Idea-Dokumentation 1991/19), Idea, Wetzlar 1991.
- Leben – aber wie? Brockhaus, Wuppertal 1992, ISBN 978-3-417-21209-9.
- Endlich Zeit – auch für Gott? (6 Vorträge auf 3 CDs), ERF Südtirol, Meran 2013.